# Крушиновые
Круши́новые, или жо́стеровые (лат. Rhamnáceae) — по современной классификации APG IV семейство цветковых растений порядка Розоцветные (Rosales), насчитывающее по состоянию на июнь 2024 года 61 род и 1 200 ботанических видов.
Представители семейства произрастают в большинстве климатических поясов. Хозяйственное значение имеют  Крушина (Frangula), Жостер (Rhamnus), Унаби (Ziziphus jujuba), Держи-дерево (Paliurus spina-christi) и другие таксоны.

## Ботаническое описание
Кустарники или небольшие деревья.
Листья цельные.
Цветки двуполые, реже однополые, мелкие, зеленоватые, 4—5-членные как в чашечке, так в венчике и андроцее.
Плод разнообразный, но по большей части не раскрывающийся: в виде костянки, в виде крылатки и пр.

## Хозяйственное значение и использование
Кормового значения почти не имеют. Представляют интерес как лекарственные и красильные растения.

## Палеонтология
В ископаемом состоянии семейство известно из бирманского янтаря.

## Классификация

### Таксономическое положение
- Rhamnaceae Juss., 1789, Gen. Pl. 376—377

Семейство Крушиновые включается в порядок Розоцветные (Rosales), последовательно входящий в более крупные клады Фабиды → Розиды → Суперрозиды → Эвдикоты → Цветковые растения. Таксономическая схема в соответствии с Системой APG IV по состоянию на июнь 2024 года:
|  |                          |  |                                   |                     |                      |  | еще 8 семейств |        |  |             |
|  |                          |  |                                   |                     |                      |  |                |        |  |             |
|  |                          |  |                                   | порядок Розоцветные |                      |  |                |        |  |             |
|  |                          |  |                                   |                     |                      |  |                |        |  | 1 200 видов |
|  | клада Цветковые растения |  |                                   |                     | семейство Крушиновые |  |                | 61 род |  |             |
|  | клада Цветковые растения |  |                                   |                     |                      |  |                | 61 род |  |             |
|  |                          |  | ещё 63 порядка цветковых растений |                     |                      |  |                |        |  |             |
|  |                          |  |                                   |                     |                      |  |                |        |  |             |

### Роды
- Adolphia Meisn.
- Alphitonia Reissek ex Endl. — Альфитония
- Alvimiantha Grey-Wilson
- Ampelozizyphus Ducke — Ампелозизифус
- Araracuara Fern.Alonso
- Auerodendron Urb.
- Bathiorhamnus Capuron
- Berchemia Neck. ex DC. — Берхемия
- Berchemiella Nakai
- Blackallia C.A.Gardner
- Ceanothus L. — Краснокоренник, или Цеанотус
- Colletia Comm. ex Juss. — Коллетия
- Colubrina Rich. ex Brongn. — Колубрина
- Condalia Cav.
- Crumenaria Mart. — Круменария
- Cryptandra Sm.
- Discaria Hook.
- Doerpfeldia Urb.
- Emmenosperma F.Muell.
- Frangula Mill. — Крушина
- Gouania Jacq. — Гоуания
- Granitites Rye
- Helinus E.Mey. ex Endl.
- Hovenia Thunb. — Говения
- Jaffrea H.C.Hopkins & Pillon
- Johnstonalia Tortosa
- Karwinskia Zucc.
- Kentrothamnus Suess. & Overkott
- Krugiodendron Urb.
- Lasiodiscus Hook.f.
- Maesopsis Engl.
- Nesiota Hook.f.
- Noltea Rchb.
- Ochetophila Poepp. ex Reissek
- Oreorhamnus Ridl.
- Paliurus Mill.
- Paliurus Mill. — Держидерево, или Палиурус
- Phylica L. — Филика
- Polianthion K.R.Thiele
- Pomaderris Labill. — Помадеррис
- Pseudoziziphus Hauenschild
- Reissekia Endl.
- Retanilla (DC.) Brongn.
- Reynosia Griseb.
- Rhamnella Miq.
- Rhamnidium Reissek
- Rhamnus L. typus[4] — Жостер
- Sageretia Brongn. — Сажереция
- Sarcomphalus P.Browne
- Schistocarpaea F.Muell.
- Scutia (Comm. ex DC.) Brongn.
- Serichonus K.R.Thiele
- Siegfriedia C.A.Gardner
- Smythea Seem. — Смитея
- Spyridium Fenzl — Спиридиум
- Stenanthemum Reissek
- Trevoa Miers
- Trichocephalus Brongn.
- Trymalium Fenzl
- Ventilago Gaertn. — Вентилаго
- Ziziphus Mill. — Унаби, или Зизифус